# 岬鼠
岬鼠（学名：Georychus capensis），又称南非隐鼠、开普敦鼹鼠，是啮齿目滨鼠科下的一种，分布于南非较湿润的地带（年降水量500毫米以上），生活在地下。其种加词“capensis”意为“南非开普省的/好望角的”。

## 外部連結
- Animal Diversity Web (ADW).  （页面存档备份，存于） Accessed 07 April 2007.